# Ugo Errera
Ugo Errera (* 25. Oktober 1843 in Venedig; † 23. April 1888 ebenda) war ein italienischer Rechtsanwalt, Komponist und Pianist.

## Leben
Ugo Errera wurde am 25. Oktober 1843 in der zum Königreich Lombardo-Venetien, das wiederum Teil des Kaisertums Österreich war, gehörenden Stadt Venedig geboren. Hauptberuflich war er als Rechtsanwalt tätig, versuchte sich aber auch als Amateurpianist, wobei er als talentiert galt, und Komponist. Weiters war er Mitglied des akademischen Rates des Conservatorio Benedetto Marcello und machte im Jahre 1867 als solches zusammen mit dem Violinisten Giuseppe Contin di Castelseprio, auch nur Giuseppe Contin genannt, und dem Bankier Gustavo Koppel den Vorschlag eine Konzertgesellschaft zu gründen, die Jahre später als Società Veneziana di Concerti auch wirklich entstand. In den Jahren vor seinem Tod trat er unter anderem für die Kunstabteilung der Illustrierten L’Esposizione Artistica Nazionale illustrata als Redakteur in Erscheinung. Am 23. April 1888 verstarb Errera 44-jährig in seiner Geburtsstadt Venedig.

## Werke (Auswahl)
Neben einer Reihe Lieder komponierte er auch zahlreiche Klavierwerke, darunter:
- Fantasia, op. 2
- 2 Scherzi originali, op. 3
- Barcarola, op. 4
- Mazurka, op. 5
- Valse, op. 9
- Mazurka de Concert, op. 10
- Scherzo, op. 11